# Lente sottile

Una lente può essere considerata una lente sottile se il suo spessore è molto inferiore al raggio di curvatura delle sue superfici (d ≪ R_{1} e d ≪ R_{2})

La lente sottile è un concetto astratto usato in ottica per indicare una “lente ideale” avente uno spessore trascurabile nei calcoli. Infatti, è spesso usato per “riassumere” la funzione di un gruppo di lenti (obiettivo, zoom, ecc) con spessore non trascurabile, in una semplificazione di concetto come esempio equivalente; ma può anche descrivere o indicare una lente reale con spessore trascurabile rispetto ai raggi di curvatura delle superfici o rispetto alla lunghezza focale (la quale determina anche il rapporto tra le distanze dell’immagine e dell’oggetto reale, dalla lente stessa).  
Le lenti singole, il cui spessore misurato lungo l'asse ottico non è trascurabile, sono talvolta chiamate lenti spesse e necessitano di calcoli più complessi, poiché l'approssimazione della lente sottile non tiene conto degli effetti ottici dovuti allo spessore, semplificando i calcoli di tracciamento dei raggi. Spesso è combinata con l'approssimazione parassiale, nelle applicazioni tipo l'analisi della matrice di trasferimento dei raggi. 

## Lunghezza focale
La lunghezza focale {\displaystyle (f)} di una lente (in aria), è data dall'equazione:
{\displaystyle {\frac {1}{f}}=(n-1)\left[{\frac {1}{R_{1}}}-{\frac {1}{R_{2}}}+{\frac {(n-1)d}{nR_{1}R_{2}}}\right],}
dove {\displaystyle n} è l'indice di rifrazione del materiale della lente e {\displaystyle R_{1}} e {\displaystyle R_{2}} sono i raggi di curvatura delle due superfici. Per una lente sottile {\displaystyle d} è molto più piccolo di uno dei raggi di curvatura. In queste condizioni, l'ultimo termine dell'equazione diventa trascurabile e la lunghezza focale di una lente sottile in aria, può essere approssimata a:
{\displaystyle {\frac {1}{f}}\approx \left(n-1\right)\left[{\frac {1}{R_{1}}}-{\frac {1}{R_{2}}}\right].}
In questo caso {\displaystyle R_{1}} è considerato positivo se la prima superficie è convessa, oppure negativo se la superficie è concava. I segni sono invertiti per la superficie posteriore della lente: {\displaystyle R_{2}} è positivo se la superficie è concava e negativo se convessa. Questa convenzione di segno è del tutto arbitraria ed alcuni autori scelgono segni diversi per i raggi, il che modifica l'equazione.

## Formazione dell'immagine

Figura 1: rappresentazione di come si forma l'immagine attraverso una lente convergente con il metodo dei tre raggi.

Quando passano attraverso una lente sottile, i raggi parassiali seguono alcune semplici regole, talvolta riunite nella dicitura metodo dei tre raggi:
- Qualsiasi raggio che incide con traiettoria parallela all'asse da un lato della lente viene rifratto verso il punto focale {\displaystyle F} dall'altro lato (raggio rosso).
- Qualsiasi raggio che incide sulla lente dopo aver attraversato il punto focale da un lato, esce parallelo all'asse sull'altro lato della lente (raggio giallo).
- Qualsiasi raggio che incide sulla lente attraversandone il centro verrà rifratto in modo tale che non cambi la sua direzione (raggio azzurro).

Il punto in cui i tre raggi si incontrano, sarà il punto in cui si forma l'immagine.
La relazione tra la distanza dell'oggetto che funge da sorgente {\displaystyle s} e la distanza dell'immagine {\displaystyle s'} può essere rappresentata come:
{\displaystyle {1 \over s}+{1 \over s'}={1 \over f}} ,
dove {\displaystyle f} prende il nome di lunghezza focale (o distanza focale) ed è la distanza tra il punto {\displaystyle F} e il centro della lente.
Tale relazione è conosciuta come equazione della lente sottile o equazione degli ottici.

### Tipi di immagine
Quando i raggi luminosi (emessi da una sorgente luminosa o riflessi da un oggetto illuminato) colpiscono una lente, il risultato ottico (l'immagine) che si ottiene può avere caratteristiche differenti:
- l'immagine può formarsi oppure no
- l'immagine può essere ingrandita positivamente o negativamente (impiccolita)
- l'immagine può essere dritta oppure capovolta
- l'immagine può essere reale o virtuale.

Il risultato dipende dal tipo di lente (convergente o divergente) e dal punto in cui viene posizionata la sorgente:
- Lente convergente:

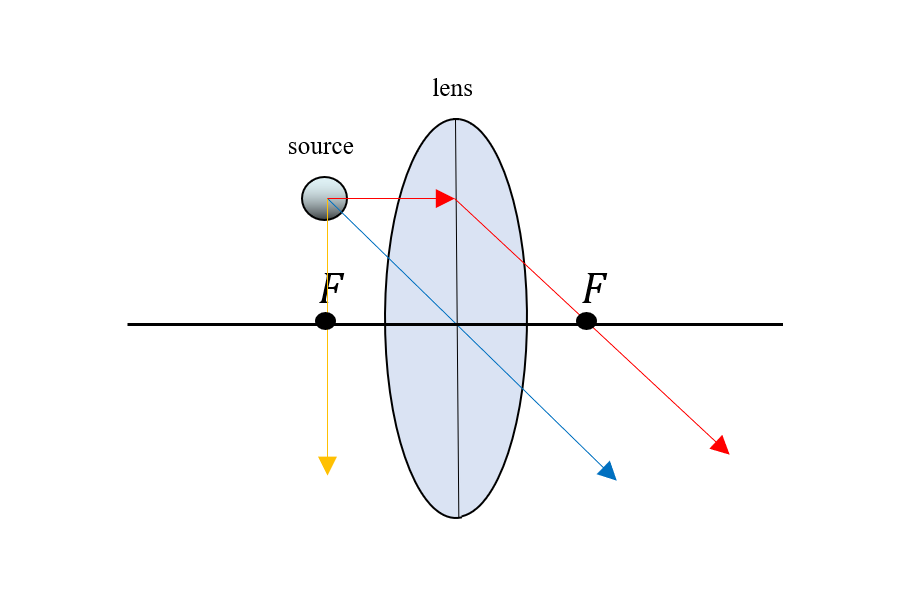
Figura 2: se la sorgente è posizionata nel fuoco della lente, i tre raggi non si incontrano; il risultato è che non si forma alcuna immagine.

  - se la sorgente è posizionata ad una distanza maggiore del doppio della distanza focale {\displaystyle (s>2f)}, allora l'immagine sarà reale, capovolta e rimpicciolita (figura 1)
  - se la sorgente è posizionata esattamente a una distanza pari al doppio della distanza focale {\displaystyle (s=2f)}, allora l'immagine sarà reale, capovolta e delle stesse dimensioni della sorgente
  - se la sorgente è posizionata tra la distanza focale e il doppio della distanza focale {\displaystyle (f<s<2f)}, l'immagine sarà reale, capovolta e ingrandita
  - se la sorgente si trova esattamente in {\displaystyle F} {\displaystyle (s=f)}, l'immagine non si formerà (figura 2)
  - se la sorgente si trova tra il fuoco e il centro della lente, allora l'immagine sarà dritta, ingrandita e virtuale.

- Lente divergente:
  - in qualsiasi punto si posizioni la sorgente, l'immagine sarà sempre virtuale, dritta e rimpicciolita.

## Ottica fisica
Nell'ottica ondulatoria una lente è una componente che sposta la fase del fronte d'onda. Matematicamente questo può essere inteso come un prodotto del fronte d'onda per la seguente funzione:
{\displaystyle \exp \left({\frac {2\pi i}{\lambda }}{\frac {r^{2}}{2f}}\right)} .